# Hải cẩu đeo vòng
Hải cẩu đeo vòng (danh pháp hai phần: Pusa hispida), là một loài hải cẩu không tai thuộc họ Hải cẩu thật sự sinh sống ở Bắc Cực và các vùng cận Bắc Cực. Hải cẩu đeo vòng là một loài hải cẩu tương đối nhỏ, hiếm khi dài quá 1,5 m, với một khuôn mẫu đặc biệt của các chấm đen bao quanh bởi những vòng xám ánh sáng khiến nó có tên thông dụng là hải cẩu đeo vòng. Nó là loài hải cẩu băng và phong phú nhất trên phạm vi rộng ở Bắc bán cầu khác nhau, trên khắp Bắc Băng Dương, vào biển Bering và biển Okhotsk là về phía nam đến bờ biển phía bắc của Nhật Bản ở Thái Bình Dương, và trên khắp Bắc Đại Tây Dương bờ biển Greenland và Scandinavia như xa phía nam như Newfoundland, và bao gồm hai phân loài nước ngọt ở Bắc Âu. Hải cẩu đeo vòng là một trong những con mồi chính của gấu trắng Bắc cực và lâu đã là một thành phần của chế độ ăn của người dân bản địa của Bắc Cực. 

## Mô tả
Bộ lông của nó có màu sẫm với các vòng bạc ở lưng và hai bên với cái bụng màu bạc, khiến loài này được gọi là hải cẩu đeo vòng. Tùy thuộc vào phân loài và tình trạng, kích thước của cá thể trưởng thành có thể dao động từ 100–175 cm và cân nặng từ 32–140 kg.
Hải cẩu đeo vòng là thành viên nhỏ nhất và phong phú nhất trong họ hải cẩu sống ở vùng Bắc Cực và cận Bắc Cực. Tuổi thọ trung bình của hải cẩu đeo vòng là 40 năm, với chế độ ăn chủ yếu dựa vào cá tuyết Bắc Cực và các loài giáp xác phù du. Thông thường dài khoảng 1,5 m. Mối đe dọa lớn nhất với hải cẩu đeo vòng gấu bắc cực. Trong mùa nhộng, cáo Bắc Cực và mòng biển xanh bắt hải cẩu con được sinh ra bên ngoài hang ổ trong khi cá voi sát thủ, cá mập Greenland và đôi khi hải mã Đại Tây Dương săn mồi. chúng trong nước. Tuy nhiên, gần đây, mối đe dọa lớn nhất đối với hải cẩu có vòng bao là nhiệt độ thay đổi ở Bắc Cực và những thay đổi bất lợi đối với băng biển sau đó. Với sự sụt giảm về túi tuyết và băng biển do nhiệt độ khí quyển và đại dương ấm lên, sự sinh tồn trở nên khó khăn hơn đối với hải cẩu có vành đai ở các vùng Bắc Cực và Cận Bắc Cực. Tuy nhiên, hải cẩu đeo vòng cũng có khả năng phát triển mạnh do sự nóng lên, nếu xét đến sự tuyệt chủng sớm của các loài săn mồi săn bắt hải cẩu đeo vòng.

## Phân loại

### Các phân loài

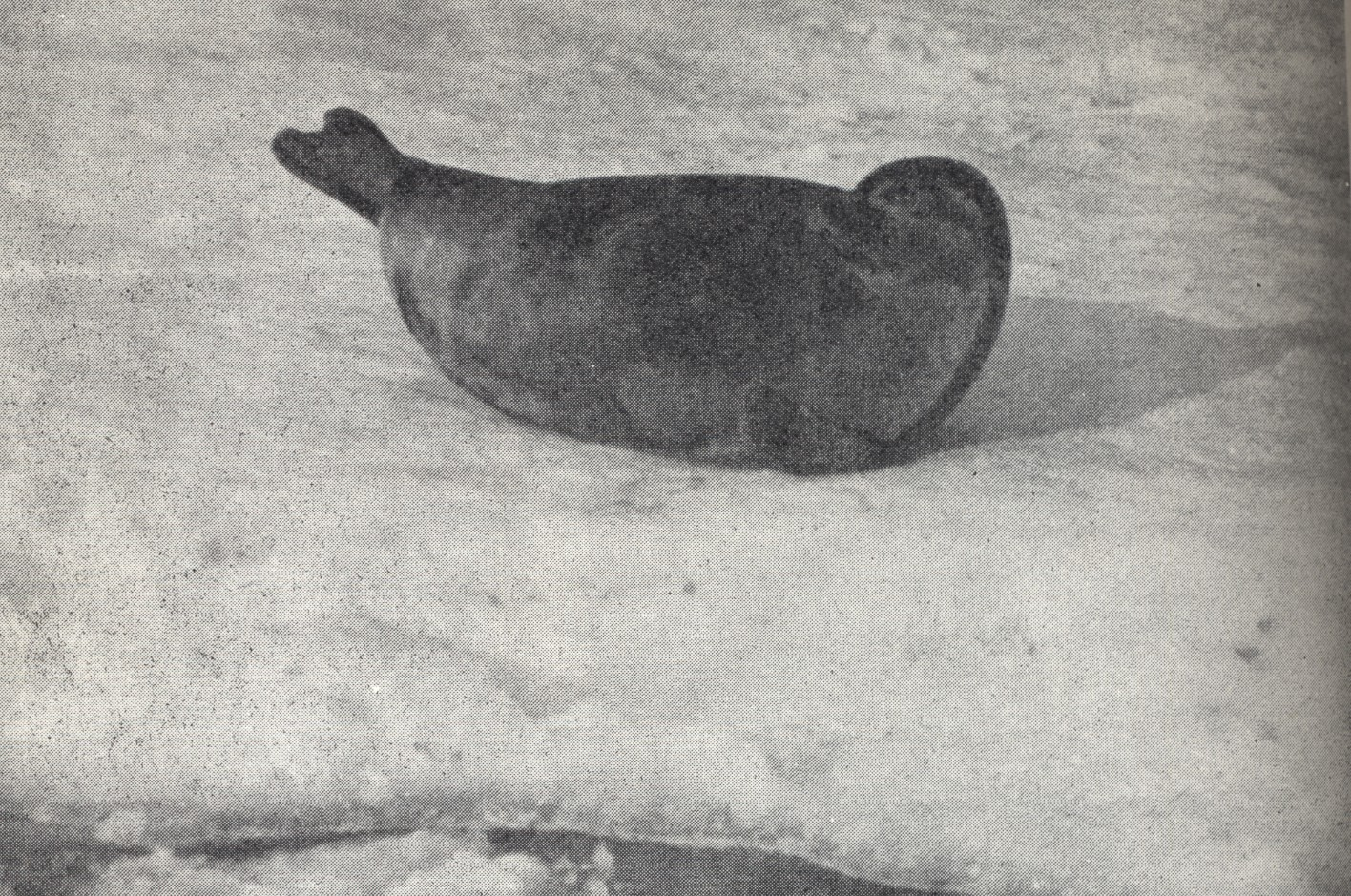
Pusa hispida saimensis, ảnh chụp năm 1956

The populations living in different areas have evolved to separate subspecies, which are currently recognized as:
| Hình ảnh | Phân loài                                        | Phân bố |
| -------- | ------------------------------------------------ | --- |
|          | Pusa hispida hispida                             | Các bờ biển Bắc Cực của châu Âu, Nga, Canada và Alaska, bao gồm Novaya Zemlya, Spitsbergen, Greenland và đảo Baffin. |
|          | Pusa hispida ochotensis                          | Kamchatka, biển Okhotsk về phía nam đến vĩ tuyến 35°N, dọc theo bờ biển Thái Bình Dương Nhật Bản. |
|          | Pusa hispida botnica (validity questionable)     | Biển Baltic, đặc biệt là ở vịnh Bothnia nơi có số lượng đông, nhưng cũng có dân cư ở vịnh Phần Lan, vịnh Riga và biển Quần đảo. Một ấn phẩm được phân loại từ tổ chức HELCOM P. h. botnica là 'dễ bị tổn thương' năm 2013. |
|          | Pusa hispida ladogensis (Ladoga seal)            | Hồ Ladoga |
|          | Pusa hispida saimensis (Hải cẩu đeo vòng Saimaa) | Chỉ sinh sống ở Hồ Saimaa ở Phần Lan và là một trong những loài hải cẩu bị đe dọa nhất trên thế giới với tổng dân số khoảng 400 cá thể.                                                                                    |

Ba phân loài cuối cùng được phân lập với các phân loài khác, như hải cẩu Baikal và hải cẩu Caspi có liên quan chặt chẽ với nhau.